# Sceloporus smaragdinus
Sceloporus smaragdinus (смарагдова ігуана Бокура) — вид ігуаноподібних ящірок родини фриносомових (Phrynosomatidae). Мешкає в Мексиці і Гватемалі.

## Поширення і екологія
Смарагдові ігуани Бокура мешкають в горах Сьєрра-Мадре-де-Чіапас на крайньому сході мексиканського штату Чіапас та в Гватемалі. Вони живуть в гірських соснових лісах та у вологих гірських тропічних лісах, трапляються на плантаціях, в садах та поблизу людських поселень. Зустрічаються на висоті від 2000 до 4000 м над рівнем моря.